# Iridopsis larvaria
Iridopsis larvaria är en fjärilsart som beskrevs av Achille Guenée 1858. Iridopsis larvaria ingår i släktet Iridopsis och familjen mätare. Inga underarter finns listade i Catalogue of Life.